# Nada (álbum)
Nada es el décimo álbum de estudio editado por la banda española de rock Los Enemigos.
Fue publicado en 1999 por la discográfica Virgin Records/Chewaka, tras la finalización del contrato que unía al grupo con RCA, compañía con la que habían producido sus anteriores trabajos. La grabación tuvo lugar en noviembre de 1998 en los estudios IZ, en Guipúzcoa, bajo la producción de Carlos Martos y el propio grupo, con la colaboración de los músicos Suso Saiz (guitarra), Cristina Plaza (coros) y Ángel Valdivia (sintetizador). La fase final de la grabación tuvo lugar en los estudios Kirios de Madrid. Posteriormente, las mezclas, en soporte analógico y digital, se realizaron en los estudios Red Led, también en Madrid. La masterización del trabajo fue llevada a cabo por Tim Burrel en The Town House (Londres).
El disco fue presentado en directo en la sala Moby Dick de Madrid, el 9 de febrero de 1999, en lo que supuso el primero de una gira de 22 conciertos por el territorio español. Las críticas cosechadas por la prensa especializada fueron buenas, y el disco fue seleccionado como el tercer mejor trabajo en español del año 1999 en Lafonoteca.
Se extrajeron tres sencillos: Me sobra carnaval, Todo a 100, y An-tonio. También se editó el EP Ná de ná con cuatro canciones, dos de las cuales ("No estoy para fiestas" y "Acabo de empezar") no aparecen en el álbum y sirven como música original para la obra de teatro Las chicas de Essex, dirigida por Pablo Calvo.
Bajo el sello Alkilo discos, propiedad del propio grupo, se publicó una edición en LP de vinilo que incluyó tres canciones más: "Entonces duerme", versión de la canción original de Rosendo Mercado que aparecía en el disco homenaje titulado Agradecidos... Rosendo; "Balad, balad, balad, caretas", que aparecía originalmente en el disco De Granada a la luna, publicado con motivo de la celebración del centenario del nacimiento de Federico García Lorca y consistente en la adaptación musical de algunos de los poemas del escritor granadino; y "Os quiero", originalmente publicada en la banda sonora original del cortometraje de Álex Calvo-Sotelo Igual caen dos: El atardecer del pezuñas.
En los créditos de este disco aparece por primera vez Manolo Benítez como miembro oficial del grupo, ya que hasta entonces únicamente había figurado como músico colaborador. Las ventas se acercaron a los 20.000 ejemplares. Álex Calvo-Sotelo se hizo cargo de la realización del único video musical del disco, que acompañaba a la canción "An-tonio", dedicada al músico fallecido del mismo nombre.

## Lista de canciones
1. Me sobra carnaval
2. Todo a 100
3. Ná de ná
4. Sangre, sudor y chicles de fresa
5. T.T.L.
6. An-tonio
7. No se lo cuentes
8. ¡Con Dios!
9. Claro que arde
10. Héroe o basura
11. Razas de Caín
12. Animal

### Temas adicionales incluidos en la edición en vinilo
1. Entonces duerme
2. Balad, balad, balad, caretas
3. Os quiero